# Hurry Up Tomorrow
Hurry Up Tomorrow (en español: Date prisa mañana) es el sexto álbum de estudio del cantautor canadiense The Weeknd, siendo el último álbum que el artista lanza bajo dicho nombre artístico. Lanzado el 31 de enero de 2025 bajo el sello de XO y Republic Records. Musicalmente, abarca los géneros synth pop, darkwave, synthwave, R&B, trap, mientras que, líricamente, abarca temas como la muerte, la redención y el renacimiento. De acuerdo con el cantante, Hurry Up Tomorrow es la última parte de una trilogía de álbumes que comenzó con After Hours en 2020 y continuó con Dawn FM en 2022. 
El album obtuvo reseñas favorables por parte de la crítica especializada. En el sitio Metacritic logró una puntuación de 73 sobre 100. Los críticos destacaron su ambición, producción y cohesión cinematográfica, considerándolo un cierre adecuado para la trilogía, aunque su tono sombrío, su duración extendida y la reiteración de ciertos temas generaron opiniones divididas. 
Como parte de la promoción del disco, se lanzaron cuatro sencillos: «Dancing in the Flames», la cual finalmente no fue incluida en el disco, «Timeless» en septiembre de 2024, «São Paulo» junto a la cantante brasileña Anitta y «Cry for Me». Además, desde antes de su lanzamiento, el cantante promocionó Hurry Up Tomorrow con un recital exclusivo en Brasil, además de presentarse eventos como los iHeartRadio Music Festival, Billions Club Live de Spotify y en los Premios Grammy.

## Antecedentes y lanzamiento
El 25 de marzo de 2020, The Weeknd adelantó cinco canciones inéditas durante una transmisión en vivo en Instagram, algunas de las cuales estaban destinadas a After Hours (2020), lanzado cinco días antes. Tres de estos temas, «Nothing Compares», «Missed You» y «Final Lullaby», fueron incluidos en la edición deluxe del álbum, mientras que los otros dos, «Take Me Back to LA» y «The Abyss», no aparecieron en ese disco ni en su sucesor, Dawn FM (2022). El 10 de enero de 2022, tres días después del lanzamiento de Dawn FM, The Weeknd insinuó que su próximo álbum cerraría una trilogía, referenciando a Trilogy (2012), su compilación de mixtapes de 2011, y confirmó que After Hours y Dawn FM formaban parte de una narrativa que culminaría en un tercer álbum. 
En enero de 2023, The Weeknd confirmó que había estado grabando material para el disco y aseguró que estaba «definitivamente inspirado». Sin embargo, un incidente durante su gira After Hours til Dawn Stadium Tour impactó el proceso creativo: el 3 de septiembre de 2022, durante un concierto en el SoFi Stadium de Inglewood, perdió la voz y tuvo que cancelar la presentación, reprogramándola para noviembre de ese año. En una entrevista con Variety en enero de 2025, reveló que gran parte del álbum estaba terminada en septiembre de 2022, pero que el incidente lo llevó a revisar y reformular el disco y su película complementaria. En mayo de 2023, en una entrevista con W Magazine, The Weeknd insinuó que este sería su último álbum bajo ese nombre artístico, afirmando que:

Este álbum probablemente será mi última despedida como The Weeknd. Es algo que tengo que hacer. Como The Weeknd, ya he dicho todo lo que podía decir. Seguiré haciendo música, tal vez como Abel, tal vez como The Weeknd. Pero quiero matar a The Weeknd. Y lo haré. Eventualmente. Estoy tratando de deshacerme de esa piel y renacer.

Posteriormente, explicó que su decisión de abandonar su nombre artístico estuvo influenciada por el incidente en Inglewood, el cual atribuyó al agotamiento derivado de la combinación de su gira y la producción de la serie The Idol (2023). El 7 de enero de 2024, The Weeknd comenzó a promocionar el disco al compartir en Instagram las portadas de sus dos álbumes anteriores junto a una imagen negra con un signo de interrogación blanco en el centro, subtitulada con el número 3. Más adelante, el 23 de julio, publicó un teaser en CGI titulado «When you gaze long enough into the abyss, the abyss gazes also into you», una cita de Friedrich Nietzsche. El video mostraba a un niño sosteniendo una máscara con el rostro de una mujer antes de comenzar a levitar, aparentemente congelado.
El 4 de septiembre de 2024, anunció oficialmente el título del álbum, Hurry Up Tomorrow, el cual serviría como el cierre de su trilogía. Inicialmente, su lanzamiento estaba previsto para el 24 de enero de 2025, acompañado de un concierto en el Rose Bowl de Pasadena. Sin embargo, debido a los incendios forestales de California, la fecha de publicación fue pospuesta al 31 de enero de 2025, además de cancelar dicho evento.

## Composición y grabación
The Weeknd describió a Hurry Up Tomorrow como un disco «gótico» y «operático». Antes de su lanzamiento, Variety señaló que la producción conserva muchos de los ganchos elegantes y pulidos que han definido los mayores éxitos del cantante. Sin embargo, destacó que incursiona en nuevos territorios sonoros, incluyendo R&B clásico, pop puro, guitarras acústicas, ritmos acelerados y una pieza épica y envolvente que recuerda a «Purple Rain» (1984) del cantante Prince.
En cuanto a su temática, el álbum profundiza en cuestiones existenciales y autorreferenciales, explorando la muerte, la redención y el renacimiento. Este último concepto se refuerza visualmente a través de múltiples representaciones del nacimiento, como en el videoclip de «São Paulo» y en imágenes promocionales que incluyen CGI, stop motion y fotografías donde el cantante aparece como un bebé. Además, los seguidores han especulado que la nueva trilogía se inspira en la Divina comedia de Dante Alighieri, sugiriendo que los álbumes representarían un viaje por el «Infierno» (After Hours), el «Purgatorio» (Dawn FM) y el «Paraíso» (Hurry Up Tomorrow). En enero de 2024, The Weeknd adelantó que el álbum incluiría una tercera canción sobre el amor, siguiendo la línea de «Hardest to Love» de After Hours (2020) y «How Do I Make You Love Me?» de Dawn FM (2022). Más tarde, en una entrevista con Billboard Brasil el 6 de septiembre de 2024, reveló que una «canción central» fue compuesta en São Paulo y que el álbum exploraría una variedad de sonidos. En la misma publicación, se confirmó su colaboración con la cantante brasileña Anitta tras meses de especulación, aunque el artículo fue eliminado posteriormente por Billboard.
El momento en que The Weeknd perdió la voz durante un concierto en septiembre de 2022 tuvo un gran impacto en su visión artística y en el futuro de su carrera. En una entrevista con Variety en enero de 2025, explicó: «Realmente necesitaba sentarme y entender mi vida, comprender lo que sucedió, afrontarlo, aprender algo nuevo y empezar de nuevo. Tuve una especie de colapso mental, que es básicamente de lo que trata este nuevo álbum». El compositor y productor italiano Giorgio Moroder fue una influencia clave en el disco, en particular por su uso de «sintetizadores operísticos». En declaraciones a Variety, Moroder expresó: «Estoy encantado de seguir tendiendo puentes con Abel entre el pasado y el futuro, creando algo atemporal pero innovador». Además de influir en la producción, también contribuyó con teclados, arreglos y voces en el álbum.

## Concepto

### Título y enfoque
El título del álbum proviene de «Hurry Up Tomorrow», una canción del grupo de soul The Nu’rons que fue sampleada en «Without a Warning». Más allá de esta referencia musical, el nombre encapsula el deseo de The Weeknd de cerrar el ciclo de su alias artístico y continuar su carrera bajo su nombre real, Abel Tesfaye. La palabra tomorrow representa ese futuro en el que la transformación se concreta, un momento que el artista espera con impaciencia, como si le pidiera al tiempo que avance más rápido:

Es un estado mental en el que ya no tengo ganas de estar. [...] Tienes una identidad artística, pero luego está la competencia. Se convierte en una carrera interminable: más premios, más éxitos, más shows, más discos, más números uno. Nunca termina, a menos que tú lo decidas. [...] Siempre tiene que haber un desafío, y siento que con The Weeknd ya los superé todos. Nadie puede hacer de The Weeknd mejor que yo, y yo no puedo llevarlo más lejos de lo que ya está. Ahora quiero saber qué hay después. Quiero saber cómo se ve el mañana.

La necesidad de evolucionar tomó más fuerza tras el incidente en el que perdió la voz durante un concierto en septiembre de 2022, un momento que lo llevó a replantearse su carrera. En una entrevista con Variety en enero de 2025, explicó:

«Una parte de mí pensó: "Perdiste la voz porque ya está, dijiste todo lo que tenías que decir. No te quedes más tiempo del necesario en la fiesta, puedes terminarlo ahora y vivir una vida feliz". ¿Sabes? Ponerle el broche final: Hurry Up Tomorrow. Y ahora estamos aquí. ¿Cuándo es el momento adecuado para irse, si no es en la cima? Cuando la gente entiende demasiado bien quién eres, es hora de cambiar el rumbo».

Esa pérdida vocal, que atribuyó al agotamiento y al estrés por la reestructuración de su gira After Hours til Dawn Tour y su serie de televisión The Idol (2023), terminó siendo clave para darle forma al álbum. En este sentido, Hurry Up Tomorrow también cierra una trilogía conceptual cuyos títulos representan distintos momentos del tiempo: After Hours evoca la madrugada entre las 3 y 5 a.m., Dawn simboliza la primera luz antes del amanecer, y Tomorrow es el día que sigue, el futuro que ahora está dispuesto a abrazar.

### Portada
La primera imagen de Hurry Up Tomorrow publicada presenta un retrato de The Weeknd con una camiseta negra, mirando fijamente a la cámara con una expresión contenida, al borde de las lágrimas. Entre octubre y diciembre de 2024, se lanzaron cuatro ediciones en vinilo con portadas alternativas, ilustradas por Jean-Michel Basquiat, Frank Miller, Hajime Sorayama y Harmony Korine.
El mismo día del lanzamiento del álbum, el cantante publicó en su cuenta oficial de Instagram la portada de la edición estándar, la cual muestra la mitad superior del rostro de The Weeknd en una expresión intensa, capturado en un grito con los ojos cerrados y la frente cubierta de sudor. Según Stereogum, la imagen evoca a James Brown y a los clásicos cantantes de soul. El título del álbum aparece con una tipografía grande y distorsionada, mientras que la lista de canciones se ubica en un margen lateral en una fuente diminuta.

## Contenido musical
The Weeknd concibió Hurry Up Tomorrow como un álbum de cierre, marcando el final de su personaje artístico. En entrevistas previas al lanzamiento, explicó que este proyecto es el más personal de su carrera, ya que «por primera vez, es un álbum completamente arraigado en mi vida real». La temática del disco gira en torno a la reflexión sobre su legado y las consecuencias del éxito, lo que se refleja tanto en las letras como en la estética sonora. En cuanto a las influencias musicales, el álbum combina elementos de synth pop, R&B alternativo y electrónica experimental, con la participación de artistas como Giorgio Moroder y Oneohtrix Point Never. De acuerdo con Rolling Stone España, el proyecto es un trabajo que «aborda el legado de The Weeknd con un tono tanto deslumbrante como frustrante», destacando la densidad de los sintetizadores y la introspección de sus letras. Tesfaye también incorpora referencias directas de Michael Jackson en canciones como «Wake Me Up» junto a Justice, donde el ritmo recuerda a «Thriller» (1983), resaltando una de sus influencias más recurrentes.
Líricamente, el álbum explora la lucha interna del artista con la fama, la identidad y la mortalidad. Canciones como «Wake Me Up» abren con líneas que establecen el tono de todo el disco: «Todo lo que tengo es mi legado / He estado perdiendo mi legado». A lo largo del álbum, la idea del final de una etapa se refuerza en interludios como «I Can't Fucking Sing», que hace referencia a la noche en la que perdió la voz, y en el tema de cierre, «Hurry Up Tomorrow», donde el cantante reflexiona sobre sus errores y su infancia, concluyendo con una especie de confesión final. Musicalmente, Hurry Up Tomorrow mantiene la esencia cinematográfica de sus trabajos previos, con una producción sofisticada y capas de sintetizadores envolventes. Según Fred Thomas de AllMusic, el disco está «marcado por una sensación de despedida», pero con una «producción impecable y una gran variedad sonora» que refuerzan la intensidad emocional del proyecto. Temas como «São Paulo» y «Open Hearts» destacan por sus contrastes entre ritmos vibrantes y una atmósfera melancólica, mientras que «I Can't Wait To Get There» y «Drive» exploran sonidos más etéreos y minimalistas.

## Recepción

### Comentarios de la crítica
En términos generales, Hurry Up Tomorrow recibió reseñas favorables por parte de la crítica especializada. En el sitio Metacritic, obtuvo una puntuación de 73 sobre 100 basada en doce reseñas profesionales. Los críticos destacaron su ambición, producción y cohesión cinematográfica, considerándolo un cierre adecuado para la trilogía. Sin embargo, su tono sombrío, su duración extendida y la reiteración de ciertos temas generaron opiniones divididas.
Roisin O'Connor de The Independent calificó el álbum con 5 de 5 estrellas y lo describió como «el proyecto más ambicioso de The Weeknd», comparándolo con una película por «sus transiciones fluidas y su fusión de electrónica y R&B». Destacó su alcance cinematográfico y sus riesgos artísticos, considerándolo «un cierre adecuado para la trilogía». Robin Murray de Clash lo puntuó con 9 de 10, llamándolo «una supernova sonora» que consolida las distintas facetas del cantante en una «obra ambiciosa y expansiva». Señaló que el disco «va desde la oscuridad del R&B de sus primeras mixtapes hasta el synth pop vibrante de "Blinding Lights"», logrando un cierre cohesivo. El sitio web Jenesaispop afirmó que «en Hurry Up Tomorrow conviven temas muy sólidos con otros que lo son menos», además de resaltar su estilo synth pop y la coherencia con los otros dos discos de la trilogía. Neil McCormick de The Daily Telegraph lo describió como «el testamento pop más largo y ensimismado de la historia», criticando su tono sombrío y su «melancolía inquebrantable». Aunque elogió su producción «exuberante y atmosférica», consideró que sus letras «reformulan una miseria adolescente estancada», con constantes referencias a la desesperación. Opinó que, pese a su riqueza melódica, es «demasiado inflado y tonalmente limitado» para igualar el impacto de After Hours (2002) o Starboy (2016).

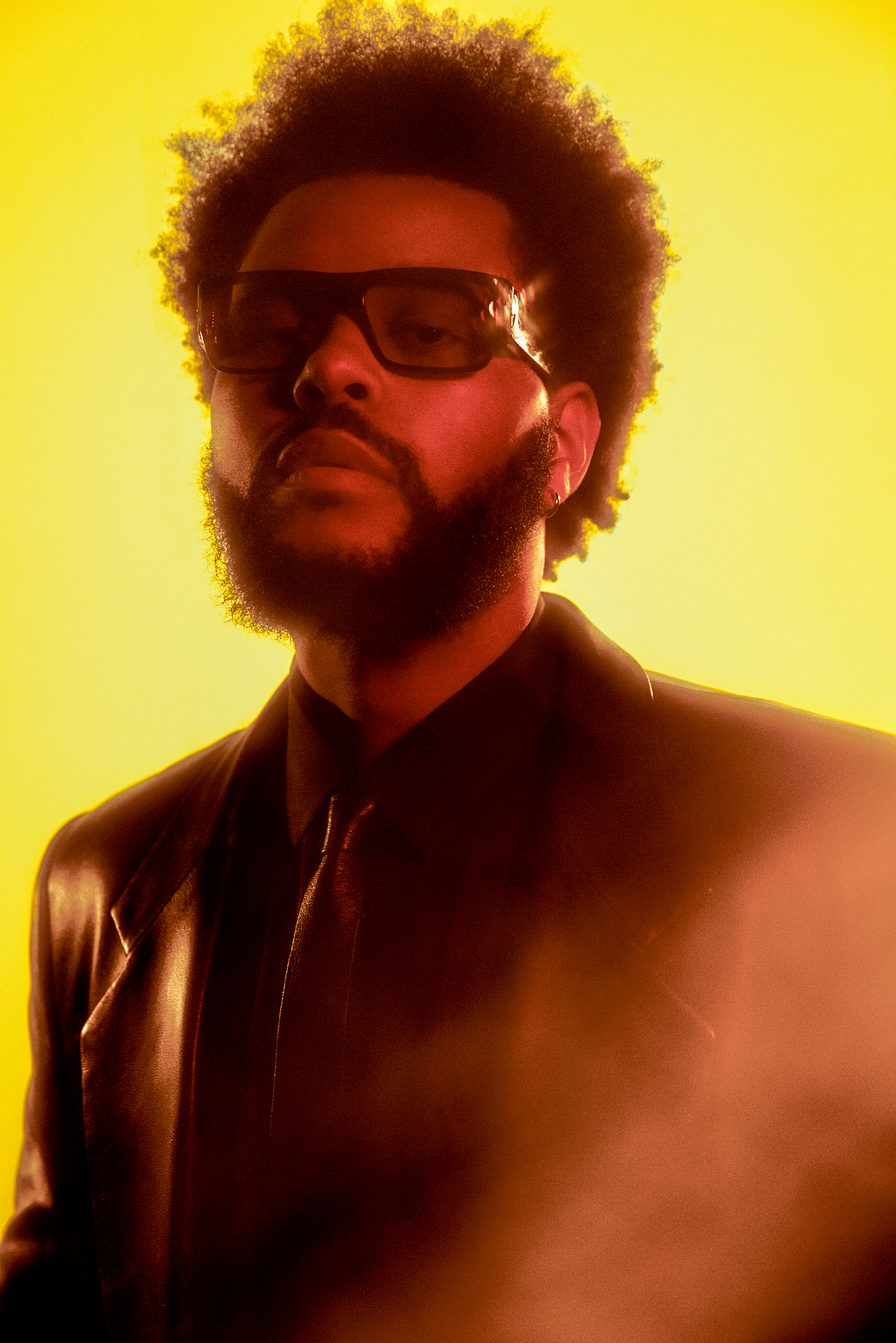
La crítica definió al disco como un cierre apropiado para el personaje de The Weeknd.

Por su parte, Nick Levine de NME le otorgó 4 de 5 estrellas y resaltó su tono introspectivo y su exploración de la fama, el dolor y la transformación. Destacó la mezcla de synth-pop con influencias como el funk brasileño en «São Paulo» y el soul en «Niagara Falls», así como el cierre con «Hurry Up Tomorrow», de estética ochentera. Para él, el álbum es «un cierre apropiado para el personaje de The Weeknd». Paolo Ragusa de Consequence reconoció su ambición, pero señaló que su duración de 84 minutos «diluye el impacto de sus mejores momentos» y que «el ángulo nostálgico empieza a sentirse gastado». Yegor Mirnov del Medium lo calificó con 9.1 sobre 10 y lo describió como «un cierre cinematográfico y ambicioso» que fusiona elementos de trabajos anteriores en un sonido cohesivo. Elogió su producción y diversidad estilística, aunque admitió que «su extensa duración afecta la cohesión y la diferenciación entre canciones». Alexis Petridis de The Guardian le otorgó 3 de 5 estrellas, destacando su ambiciosa producción y la mezcla de influencias, pero criticando la reiteración de letras sobre la soledad y el peso de la fama. Consideró que «funciona mejor en lo sonoro que en lo narrativo» y que su despedida, aunque grandiosa, «repite temas ya explorados con más profundidad en otros trabajos». Fred Thomas de AllMusic destacó que el disco «está marcado por una sensación de despedida, con letras que exploran el agotamiento de la fama y la idea del fin de The Weeknd como personaje». Además, añadió que «si bien el tono melancólico es constante, la producción y la variedad sonora son impecables, con momentos destacados como "São Paulo" y "Timeless"». Concluyó que, aunque el álbum logra su objetivo como un cierre grandioso, su intensidad emocional puede hacerlo difícil de digerir.
Maura Johnston de Rolling Stone España señaló que Hurry Up Tomorrow «aborda el legado de The Weeknd con un tono tanto deslumbrante como frustrante, explorando el peso del éxito y el agotamiento de la fama» y que «podría significar que Tesfaye está listo para emprender un nuevo camino en búsqueda del siempre escurridizo "felices para siempre"». El medio Stereogum resaltó la «intensidad emocional» y la «atmósfera cinematográfica» del disco, aunque consideró que su extensión y estructura lo hacían sentirse «excesivamente denso y repetitivo». También destacó la influencia de Giorgio Moroder en el sonido y la manera en que The Weeknd aborda la despedida de su alter ego con un tono casi fúnebre. Sergio Ariza de Mondosonoro lo denominó como «una obra ambiciosa, a la altura de una de las mayores estrellas pop del planeta», destacando la producción, la cohesión lirica y las técnicas vocales del cantante. Asimismo, añadió que «las canciones tienen un nivel bastante sólido, pero tras un tiempo todo comienza a sonar bastante monótono y repetitivo». Alex Hudson de la revista Exclaim! describió el proyecto como «impecablemente producido, pero agotador en su insistencia sobre la carga de la fama». Criticó la falta de ganchos melódicos, señalando que «Tesfaye a menudo descuida las melodías en favor de la atmósfera» y que «su exploración resulta más extenuante que emocionante». Concluyó que, aunque «no es su mejor trabajo», es «un cierre adecuado» para su trayectoria. En una crítica más negativa, Thomas H. Green de The Arts Desk lo describió como «moroso y falto de melodías». Aunque destacó su «producción emocionante» y su estética cinematográfica, opinó que la voz de The Weeknd «se vuelve indiferente» y que el álbum carece de canciones memorables. Finalmente, Donovan Livesey de musicOMH le dio 2 de 5 estrellas y lo calificó como «una despedida decepcionante» para un artista que redefinió el pop contemporáneo. The Times también le otorgó 2 de 5 estrellas, describiéndolo como «extrañamente contenido y anestesiado». Aunque reconoció «algunos grandes momentos», consideró que el álbum «es demasiado repetitivo y extenso», lo que afecta su impacto general.

### Rendimiento comercial
América
En los Estados Unidos, Hurry Up Tomorrow debutó en la primera posición del conteo Billboard 200, tras vender más de 490.500 unidades, que incluyeron 171.5 millones de streams y 359.000 copias vendidas, lo que representó el mejor debut del artista en el país y la primera semana con mayores ventas de 2025 hasta el momento.
Europa
En el Reino Unido, Hurry Up Tomorrow debutó en la primera posición del UK Albums Chart, lo que le dio a The Weeknd su cuarto álbum número 1. En Irlanda, también debutó en la cima del Irish Albums Chart, al igual que en Alemania, Bélgica, Escocia, Noruega y los Países Bajos, donde se posicionó en el primer lugar de sus respectivas listas. En Italia y Suiza, el álbum debutó en la segunda posición, mientras que en Lituania y Suecia lo hizo en el tercer puesto.
Asia y Oceanía
En Australia, el álbum debutó en la primera posición del Australian Albums Chart, otorgándole al artista si quinto número 1 en el país. En Nueva Zelanda, también ingresó en la cima del New Zealand Albums Chart, convirtiéndose en el tercer número uno de la trilogía del cantante. Por otro lado, en Japón, Hurry Up Tomorrow debutó en el puesto 29 del Digital Albums Chart.

## Promoción

### Sencillos
La canción «Dancing in the Flames» fue anunciada el 9 de septiembre de 2024, dos días después de haber sido interpretado en vivo durante un concierto en São Paulo. Su anuncio coincidió con un evento de Apple, donde se presentó el iPhone 16 Pro junto a un adelanto del videoclip, filmado íntegramente con el dispositivo. La canción se lanzó oficialmente cuatro días después, junto con su respectivo video musical. Pese a ser anunciada como sencillo del disco, posteriormente fue eliminada del listado de canciones de Hurry Up Tomorrow y toda su promoción relacionada fue retirada.
El 25 de septiembre, cuatro días después de presentarse en el iHeartRadio Music Festival, se anunció «Timeless», una colaboración con el rapero Playboi Carti, como el segundo sencillo del álbum. La canción ya había sido estrenada en vivo en el concierto de São Paulo a principios de ese mes y fue lanzada oficialmente el 27 de septiembre, seguido de su videoclip tres días después. «Timeless» debutó en el puesto 3 del Billboard Hot 100 de los Estados Unidos, convirtiéndose en el debut más alto de la carrera de The Weeknd en la lista. Tras la eliminación de «Dancing in the Flames» del álbum, «Timeless» fue reformulado como el sencillo principal.
El 25 de octubre, la cantante brasileña Anitta compartió una publicación en la que aparecía con un vientre falso de embarazo y una mascarilla blanca en el rostro. Un día después, un adelanto de la canción fue incluido en un tráiler de Call of Duty: Black Ops 6. Posteriormente, Anitta publicó una imagen de un ultrasonido mostrando un bebé con colmillos afilados y una cola bifurcada, acompañada de un comentario en el que preguntaba si era hermoso, a lo que The Weeknd respondió afirmativamente. La imagen contenía las coordenadas de São Paulo, Brasil, junto a una fecha que luego se reveló como el lanzamiento de «São Paulo», la colaboración entre ambos artistas. El sencillo fue lanzado el 30 de octubre, un día antes de Halloween, acompañado de su videoclip, y logró alcanzar el puesto 77 en el Billboard Hot 100.

### Presentaciones en vivo
El 17 de julio de 2024, The Weeknd anunció un concierto especial de una única noche en São Paulo, Brasil, con una «producción nunca antes vista», programado para el 7 de septiembre. A través de una historia de Instagram publicada el 15 de agosto, el cantante adelantó que solo interpretaría canciones de su nueva trilogía, insinuando que cualquier tema inédito formaría parte del próximo álbum. Días después, el 20 de agosto, se confirmó que el concierto se transmitiría en vivo por YouTube. El espectáculo, de 90 minutos de duración, se llevó a cabo en el Estadio Morumbi y contó con un repertorio exclusivo de la trilogía, presentando nueve canciones inéditas hasta entonces: «Wake Me Up», «Take Me Back to LA», «Runaway», «The Abyss», «In Heaven», «São Paulo», «Without a Warning», «Dancing in the Flames» y «Timeless». El escenario mantuvo un diseño similar al de la gira After Hours til Dawn Stadium Tour, con una pasarela que recorría el campo de juego. The Weeknd apareció vistiendo una túnica negra con detalles dorados, vestimenta que mantendría en presentaciones posteriores de la gira. Tanto Anitta como Playboi Carti se unieron a The Weeknd en el escenario para interpretar sus respectivas colaboraciones. El 23 de agosto de 2024, se anunció la participación de The Weeknd en el iHeartRadio Music Festival, marcando su regreso al evento desde 2017. Su presentación tuvo lugar el 21 de septiembre en Las Vegas, donde actuó sobre una pirámide formada por bailarines vestidos con velos rojos. Durante su repertorio interpretó «Dancing in the Flames» y la entonces inédita «São Paulo». El 11 de diciembre de 2024, se confirmó que el cantante encabezaría el primer Billions Club Live de Spotify, una presentación exclusiva para 2.000 oyentes. El evento, celebrado el 17 de diciembre en el Barker Hangar de Santa Mónica, conmemoró su récord como el artista con más canciones que han superado los mil millones de reproducciones, En su concierto de 70 minutos, interpretó la mayoría de sus 25 temas con dicha marca, además de «In Heaven» y canciones de Hurry Up Tomorrow, como «Timeless» y «São Paulo».
El 24 de enero de 2025, ABC anunció que The Weeknd se presentaría en el programa de entrevistas Jimmy Kimmel Live! el 30 de enero, un día antes del lanzamiento de su álbum. Durante la actuación de «Open Hearts», un muñeco animado en stop-motion —el único asistente visible en la audiencia— lo guió a través de una puerta hacia un mundo animado de aspecto siniestro, similar a los visuales promocionales revelados en julio de 2024. En esa dimensión, el propio The Weeknd se transformó en una figura de stop-motion y pareció ahogarse en un líquido misterioso, enlazando con los eventos del videoclip de «Red Terror». El 2 de febrero de 2025, The Weeknd interpretó «Cry for Me» por primera vez en la 67.ª edición de los Premios Grammy. Dicha actuación marcó su regreso a la ceremonia tras un boicot de tres años debido a desacuerdos con la Academia de la Grabación sobre el proceso de nominaciones. El cantante apareció en el escenario con un abrigo largo y la cabeza cubierta, rodeado de humo, para interpretar una versión descrita por Billboard como «intensa», antes de que Playboi Carti se uniera a él para interpretar «Timeless».

### Película
Como parte de la promoción, The Weeknd también desarrolló Hurry Up Tomorrow, una película de ficción en la que compartirá pantalla con los actores Jenna Ortega y Barry Keoghan. El film, dirigido y escrito por Trey Edward Shults para la empresa Lionsgate, se estrenará exclusivamente en cines el 16 de mayo de 2025. Descrito como un thriller psicológico, el proyecto no solo toma inspiración en el concepto del álbum, sino que también contará con nueva música del cantante, quien además se encargó de componer la banda sonora en colaboración con Daniel Lopatin.

## Lista de canciones
| Hurry Up Tomorrow — Edición estándar |                                                                      | |                                                         |          |  |
| N.º                                  | Título                                                               | Escritor(es) | Productor(es)                                           | Duración |  |
| 1.                                   | «Wake Me Up» (con Justice)                                           | Abel Tesfaye Michael Dean Daniel Lopatin Gaspard Augé Xavier de Rosnay Ahmad Balshe John Padgett Rod Temperton Vincent Taurelle                                  | The Weeknd Dean Justice Padgett                         | 5:08     |  |
| 2.                                   | «Cry for Me»                                                         | Tesfaye Balshe Leland Wayne Dean Erdem Özler Kellee Patterson Curtis Williams                                                                                    | The Weeknd Metro Boomin Dean Özler                      | 3:44     |  |
| 3.                                   | «I Can't Fucking Sing»                                               | Tesfaye Daniel Lopatin Nathan Salon | The Weeknd Lopatin Salon                                | 0:12     |  |
| 4.                                   | «São Paulo» (con Anitta)                                             | Tesfaye Larissa Machado Tatiana Lourenço Everton de Araujo Flavio de Almeida Dean Sean Solymar Washington Vaz Agostinho dos Santos André Viegas Marcelo Nei Leal | The Weeknd Dean Solymar                                 | 5:01     |  |
| 5.                                   | «Until We're Skin & Bones»                                           | Tesfaye Lopatin Salon | Tesfaye Lopatin Dean Salon                              | 0:22     |  |
| 6.                                   | «Baptized in Fear»                                                   | Tesfaye Lopatin Salon | The Weeknd Dean Lopatin Salon Özler                     | 3:52     |  |
| 7.                                   | «Open Hearts»                                                        | Tesfaye Max Martin Oscar Holter | The Weeknd Martin Holter                                | 3:54     |  |
| 8.                                   | «Opening Night»                                                      | Tesfaye Lopatin Dean Patrick Baker | The Weeknd Lopatin Dean Salon                           | 1:36     |  |
| 9.                                   | «Reflections Laughing» (con Travis Scott y Florence and the Machine) | Tesfaye Jacques Webster II Dean | The Weeknd Webster Dean Salon                           | 4:51     |  |
| 10.                                  | «Enjoy the Show» (con Future)                                        | Tesfaye Josh Lloyd Lydia Kitto Dean Nayvadius Wilburn | The Weeknd Che' Fuego 3000 Just Da 1 Tommy Rush Dean    | 5:01     |  |
| 11.                                  | «Given Up on Me»                                                     | Tesfaye Lopatin Dimitri Tiomkin James McCants Wayne Dean Wilburn Ned Washington                                                                                  | The Weeknd Metro Boomin Dean Lopatin                    | 5:54     |  |
| 12.                                  | «I Can't Wait to Get There»                                          | Tesfaye Dean Peter Lee Johnson Tommy Brown Thomas Lumpkin | The Weeknd Dean Brown Johnson                           | 3:08     |  |
| 13.                                  | «Timeless» (con Playboi Carti)                                       | Tesfaye Jordan Carter Mark Williams Raul Cubina Devon Chisolm Jarrod Morgan Kobe Hood Dean Pharrell Williams Tariq Sharrieff                                     | P. Williams Ojivolta Morgan                             | 4:16     |  |
| 14.                                  | «Niagara Falls»                                                      | Tesfaye Kenneth Edmonds Dean | The Weeknd Dean                                         | 4:37     |  |
| 15.                                  | «Take Me Back to LA»                                                 | Tesfaye Dean Jason Quenneville | The Weeknd Dean Quenneville Sage Skolfield Rush Solymar | 4:13     |  |
| 16.                                  | «Big Sleep» (con Giorgio Moroder)                                    | Tesfaye Giorgio Moroder Lopatin Dean Salon Prince 85 | The Weeknd Moroder Dean Lopatin Prince 85 Cirkut        | 3:45     |  |
| 17.                                  | «Give Me Mercy»                                                      | Tesfaye Martin Holter | The Weeknd Martin Holter Ilya Lopatin                   | 3:36     |  |
| 18.                                  | «Drive»                                                              | Tesfaye Lopatin Matt Cohn | The Weeknd Lopatin Cohn                                 | 3:08     |  |
| 19.                                  | «The Abyss» (con Lana Del Rey)                                       | Tesfaye Elizabeth Grant Dean Patrick Greenaway | The Weeknd Dean Greenaway                               | 4:42     |  |
| 20.                                  | «Red Terror»                                                         | Tesfaye Lopatin | The Weeknd Lopatin Dean Cirkut                          | 3:51     |  |
| 21.                                  | «Without a Warning»                                                  | Tesfaye Lopatin Darryl Howard Isaac Brown Holter Tewodros Fantu Thabo Publicover                                                                                 | The Weeknd Fantu Publicover Lopatin Holter              | 4:57     |  |
| 22.                                  | «Hurry Up Tomorrow»                                                  | Tesfaye | Quenneville Dean Lopatin                                | 4:51     |  |
| 84:39                                |                                                                      | |                                                         |          |  |

| Hurry Up Tomorrow — Edición digital 00XO |           |          |  |
| N.º                                      | Título    | Duración |  |
| 23.                                      | «Runaway» | 3:21     |  |
| 24.                                      | «Society» | 2:47     |  |
| 90:47                                    |           |          |  |

| Hurry Up Tomorrow — Edición de Pharrell Williams |                                           |          |  |
| N.º                                              | Título                                    | Duración |  |
| 23.                                              | «Closing Night» (con Swedish House Mafia) | 3:47     |  |

| Hurry Up Tomorrow — Primera edición física |                      |          |  |
| N.º                                        | Título               | Duración |  |
| 1.                                         | «Without a Warning»  | 4:52     |  |
| 2.                                         | «Cry for Me»         | 3:46     |  |
| 3.                                         | «São Paulo»          | 5:03     |  |
| 4.                                         | «Society»            | 2:55     |  |
| 5.                                         | «Take Me Back to LA» | 4:27     |  |
| 6.                                         | «The Abyss»          | 3:09     |  |
| 7.                                         | «Open Hearts»        | 3:29     |  |
| 8.                                         | «Timeless»           | 4:16     |  |
| 9.                                         | «Give Me Mercy»      | 3:22     |  |
| 10.                                        | «Runaway»            | 3:20     |  |
| 11.                                        | «Red Terror»         | 2:35     |  |
| 50:22                                      |                      |          |  |

Notas
- En la primera edición física, «Without a Warning», «Society» y «Give Me Mercy» son llamados respectivamente «The Crowd», «How It Feels» y «Africa».
- «Wake Me Up» contiene una interpolación de «Thriller», interpretada por Michael Jackson.[75]
- «Cry for Me» contiene un sample de «I Wanna Be the One», escrita por  Curtis Fitzgerald Williams y Karen Patterson, e interpretada por The S.O.S. Band.[1]
- «São Paulo» contiene una interpolación de «Montagem Pidona», escrita por Flavio Seraphim de Almeida, Everton Ramos de Araujo, Marcelo Nei Leal, Tatiana dos Santos Lourenço, Agustinho Raphael dos Santos, Washington Luis Costa Vaz, y Andre Luiz Viegasand, e interpretada por Tati Quebra-Barraco.[1]
- «Opening Night» contiene un sample de «Computer Love», escrita por Patrick Baker, e interpretada por Techmaster P.E.B.[75]
- «Enjoy the Show» contiene un sample de «Homemade Gun», escrita por Lydia Kitto y Josh Lloyd-Watson, e interpretada por Loaded Honey.[75]
- «Given Up on Me» contiene un sample de «Wild Is the Wind», escrita por Dimitri Tiomkin y Ned Washington, e interpretada por Nina Simone, y un sample de «On the Way», escrita por James Louis MC Cants, e interpretada por Chicago Gangsters.[75]
- «Niagara Falls» contiene un sample de «Someone to Love», escrita por Kenneth Edmonds e interpretada por Jon B. con la colaboración de Babyface.[75]
- «Without a Warning» contiene un sample de «Hurry Up Tomorrow», interpretado por The Nu'Rons.[75]

## Posicionamiento en listas

### Semanales
| Lista (2025)                            | Mejor posición |
| --------------------------------------- | -------------- |
| Alemania (Offizielle Top 100)           | 1              |
| Australia (ARIA)                        | 1              |
| Austria (Ö3 Austria)                    | 2              |
| Bélgica (Ultratop Flandes)              | 1              |
| Bélgica (Ultratop Valonia)              | 1              |
| Canadá (Billboard Canadian Albums)      | 1              |
| Dinamarca (Hitlisten)                   | 1              |
| Escocia (Scottish Albums Chart)         | 1              |
| Eslovaquia (ČNS IFPI)                   | 1              |
| España (PROMUSICAE)                     | 4              |
| Estados Unidos (Billboard 200)          | 1              |
| Estados Unidos (Top R&B/Hip-Hop Albums) | 1              |
| Finlandia (Suomen virallinen lista)     | 5              |
| Irlanda (OCC)                           | 1              |
| Italia (FIMI)                           | 2              |
| Japón (Digital Albums)                  | 22             |
| Lituania (AGATA)                        | 3              |
| Noruega (VG-lista)                      | 1              |
| Nueva Zelanda (RMNZ)                    | 1              |
| Países Bajos (Album Top 100)            | 1              |
| Reino Unido (UK Albums Chart)           | 1              |
| Reino Unido (UK R&B Albums)             | 1              |
| República Checa (ČNS IFPI)              | 3              |
| Suecia (Sverigetopplistan)              | 3              |
| Suiza (Schweizer Hitparade)             | 2              |

## Historial de lanzamientos
| Región         | Fecha               | Formato                    | Edición                | Discográfica | Ref.          |
| -------------- | ------------------- | -------------------------- | ---------------------- | ------------ | ------------- |
| Varios         | 31 de enero de 2025 | Descarga digital streaming | Estándar 00XO          | XO Republic  | [ 91 ] [ 92 ] |
| Estados Unidos | 31 de enero de 2025 | CD vinilo casete           | Primera edición física | XO Republic  | [ 93 ]        |
| Europa         | 31 de enero de 2025 | CD vinilo casete           | Primera edición física | XO Republic  | [ 93 ]        |
| Estados Unidos | 16 de mayo de 2025  | CD descarga digital vinilo | Edición completa       | XO Republic  | [ 94 ]        |

## Créditos y personal

### Música
| - The Weeknd – voz (todas las canciones), programación (canciones 7, 17, 18); bajo, batería, teclados (7, 17) - Mike Dean – sintetizador (canciones 1, 2, 4, 6, 8, 10, 11, 13, 15, 16, 19, 21, 22), guitarra (1), programación de batería (4), programación (20), teclados (22) - Metro Boomin (canciones 2, 9, 11) - Nathan Salon – programación (canciones 1, 3, 5, 6, 22), sintetizador (5, 6, 11, 16, 22), batería (6, 16) - OPN – sintetizador (canciones 2, 5, 6, 8, 9, 11, 16-22), batería (11, 18, 20) - Sean Solymar – programación de batería (canciones 4, 15) - Anitta – voz (canción 4) - Max Martin – programación (canciones 7, 17, 18); bajo, batería, teclados (7, 17); piano (18) - Oscar Holter – programación (canciones 7, 17, 18, 21); bajo, batería, teclados (7, 17); sintetizador (21) - Davide Rossi – cuerdas (canción 7) - Erdem Özler – programación (canciones 2, 6) | - Chxrry22 – voz hablada (canción 9) - Jon B. – voz adicional (canción 14) - Tommy Rush – guitarra acústica (canciones 15, 22), programación de batería (15) - Sage Skolfield – programación de batería (canción 15) - Encompass Music Partners – coro (canciones 16, 20, 21) - Joshua Eustis – arreglos de coro (canciones 16, 20, 21), director (20) - Megan Mitchell – integrante del coro (canciones 16, 20, 21) - Ilya – programación (canción 17) - David Bukovinszky – chelo (canción 18) - Mattias Bylund – arreglos de cuerdas, sintetizador de cuerdas (canción 18) - Karl Guner – sintetizador de cuerdas (canción 18) - Erik Arvinder – violín (canción 18) - Mattias Johansson – violín (canción 18) - Jasper Randall – director de coro (canciones 20, 21) |

### Técnicos
| - Mike Dean – masterización (todas las canciones), mezcla (canciones 1-6, 8-16, 18-22), ingeniería (10, 20), ingeniería vocal (4) - Sage Skolfield – mezcla (canciones 1-3, 6, 10-12, 15), ingeniería (1-3, 6, 8, 10-16, 19-22), ingeniería vocal (1, 2, 4, 6, 8-12, 14-16, 21, 22), co-mezcla (13, 16, 19, 20) - Tommy Rush – mezcla (canciones 1-3, 5, 6, 8-11, 13, 18), ingeniería (1-3, 6, 8, 10-12, 14-16, 19-22), segunda ingeniería (1-3, 5, 6, 8-11, 13, 16, 18), ingeniería vocal (10), mezcla adicional (12, 14, 19-22) - Nathan Salon – mezcla (canciones 3, 5, 22), ingeniería (1-3, 5, 6, 8, 11, 16, 17, 19-21) - Serban Ghenea – mezcla (canciones 7, 17, 21) - Bryce Bordone – mezcla (canciones 7, 17), segunda ingeniería (7, 17), mezcla adicional (21) - Pharrell Williams – mezcla (canción 13) | - Sean Solymar – mezcla (canción 15), ingeniería (1, 15) - Marcus Fritz – mezcla vocal (canción 13) - Shin Kamiyama – ingeniería (canciones 1, 2, 6, 8, 12, 14, 18-20, 22) - Sam Holland – ingeniería (canciones 7, 17, 18) - Ethan Stevens – ingeniería (canción 9) - Mike Larson – ingeniería (canción 13) - Faris Al-Majed – grabación, segunda ingeniería (canciones 1, 2) - Eric Manco – ingeniería vocal (canción 10) - Max Martin – ingeniería vocal (canción 18) - Oscar Holter – ingeniería vocal (canción 18) - Mattias Bylund – ingeniería de cuerdas (canción 18) - Henrik Langemyr – ingeniería de cuerdas (canción 18) - Karl Guner – ingeniería de cuerdas (canción 18) |

## Premios y nominaciones
| Año  | Premio                          | Nominado          | Categoría      | Resultado | Referencias |
| ---- | ------------------------------- | ----------------- | -------------- | --------- | ----------- |
| 2025 | Nickelodeon Kids' Choice Awards | Hurry Up Tomorrow | Álbum favorito | Nominado  | [ 95 ]      |